# ソニアはデヴィル? (曲)
「ソニアはデヴィル?」(原題:Better the Devil You Know、ベター・ザ・デヴィル・ユー・ノウ)は、ソニアの楽曲。

## 解説
第38回ユーロビジョン・ソング・コンテスト出場曲（イギリス代表）。164ポイントの得点を得たものの187ポイントを獲得したアイルランド代表のニーヴ・カバナーの「イン・ユア・アイズ」に敗れ準優勝。
全英では15位を記録、現在におけるまで最後のトップ20シングルになっている。

## 収録曲
日本盤 3" シングル
1. ソニアはデヴィル? (2分36秒)
作詞作曲：ディーン・コリンソン、レッド
2. ノット・ホワット・アイ・コール・ラヴ (4分7秒)
作詞作曲:アンディ・パーカー、ソニア